# Jorge Guillén
Jorge Guillén Álvarez (Valladolid, 18 de janeiro de 1893 — Málaga, 6 de fevereiro de 1984) foi um poeta, crítico literário e cronista espanhol, membro da Geração de 27.

## Carreira
Qualificado como vanguarda na Espanha, como os demais poetas de sua geração, explorou o verso livre e alguns recursos utilizados pela poesia experimental ou simplesmente moderna feita desde Mallarmé e Jules Laforgue, como a disposição tipográfica não-linear e a estrutura sintática entrecortada do diálogo. Quando iniciou-se a Guerra Civil Espanhola expatriou-se, tendo vivido nos Estados Unidos, onde escreveu boa parte de sua obra e foi professor de literatura no Wellesley College, em Massachussets, de 1940 a 1958. Repousa no Cemitério Inglês, em Málaga.
Em 1957-1958, ele proferiu as palestras Charles Eliot Norton na Universidade de Harvard, que foram publicadas em 1961 sob o título Language and Poetry: Some Poets of Spain. A palestra final foi uma homenagem aos seus colegas da Geração de 27. Em 1983 foi nomeado Hijo Predilecto de Andalucía. Ele foi indicado ao Prêmio Nobel de Literatura quatro vezes.

## Obras
- Cántico (75 poems), M., Revista de Occidente, 1928
- Cántico (125 poems), M., Cruz y Raya, 1936
- Cántico (270 poems), México, Litoral, 1945
- Cántico (334 poems), Bs. As., Sudamericana, 1950
- Huerto de Melibea, M., Ínsula, 1954
- Del amanecer y el despertar, Valladolid, 1956
- Clamor. Maremagnun, Bs. As., Sudamericana, 1957
- Lugar de Lázaro, Málaga, Col. A quien conmigo va, 1957
- Clamor... Que van a dar en la mar, Bs. As., Sudamericana, 1960
- Historia Natural, Palma de Mallorca, Papeles de Sons Armadans, 1960
- Las tentaciones de Antonio, Florencia/Santander, Graf. Hermanos Bedia, 1962
- Según las horas, Puerto Rico, Editorial Universitaria, 1962
- Clamor. A la altura de las circunstancias, Bs. As., Sudamericana, 1963
- Homenaje. Reunión de vidas, Milán, All'Insegna del Pesce d'oro, 1967
- Aire nuestro: Cántico, Clamor, Homenaje, Milán, All'Insegna del Pesce d'oro, 1968
- Guirnalda civil, Cambridge, Halty Eferguson, 1970
- Al margen, M., Visor, 1972
- Y otros poemas, Bs. As., Muchnik, 1973
- Convivencia, M., Turner, 1975
- Final, B., Barral, 1981
- La expresión, Ferrol, Sociedad de Cultura Valle-Inclán, 1981
- Horses in the Air and Other Poems, 1999

## Distinções
- Doutoramento Honoris Causa pela Faculdade de Filosofia e Letras de Valladolid (1977)